# 涅奇基涅
46°34′43″N 35°32′8″E / 46.57861°N 35.53556°E
涅奇基涅（烏克蘭語：Нечкине）是位於烏克蘭東南部的村莊，由扎波羅熱州梅利托波爾區的亞歷山德里夫卡市鎮負責管轄。該村始建於1924年，面積0.56平方公里，海拔高度12米，2001年人口32，人口密度每平方公里56.7人。